# Union City (Tennessee)
Union City is een plaats (city) in de Amerikaanse staat Tennessee en valt bestuurlijk gezien onder Obion County.

## Demografie
Bij de volkstelling in 2000 werd het aantal inwoners vastgesteld op 10.876.
In 2006 is het aantal inwoners door het United States Census Bureau geschat op 10.786, een daling van 90 (-0,8%).

## Geografie
Volgens het United States Census Bureau beslaat de plaats een oppervlakte van
27,6 km², geheel bestaande uit land. Union City ligt op ongeveer 109 m boven zeeniveau.

## Plaatsen in de nabije omgeving
De onderstaande figuur toont nabijgelegen plaatsen in een straal van 20 km rond Union City.

## Geboren
- Koko B. Ware (1957), worstelaar